# Dračevica
Dračevica je mjesto na sjeverozapadnom dijelu otoka Brača, u unutrašnjosti otoka. Nalaze se na cesti od Nerežišćima prema Milni. Administrativno pripadaju općini Nerežišća.
Prema popisu stanovnika 2011., imaju 89 stanovnika.

## Povijest
Dračevica je nastala doseljivanjem obitelji Šimunović i Žuvić. Godine 1738. mjesto je imalo 90 stanovnika, a 1760. godine 130 ljudi. Nova mjesna crkva, posvećena svetom Kuzmi i Damjanu, započela se graditi 1674., pošto je Kuzma Žuvić izborio od mletačkoga senata dopusnicu. Dovršena je četiri godine kasnije, što dokazuje natpis nad crkvenim ulaznim vratima. HOC TEMPLUM COSMAS XUVICH FUNDAVIT ET IDEM HEREDES DOMINOS POST SUA FATA FACIT MDCLXXVIII. U prijevodu... Ovaj hram je utemeljio 1678. Kuzma Žuvić i isti je odredio da poslije njegove smrti (njegovi) baštinici njime vladaju. Druga je crkva sagrađena 1770. godine.,  crkva Bezgrješnog začeća, a tu je i današnje novo groblje. 
Nad glavicom sa sjevernoistočne strane mjesta ponosno stoji najveća bračka vjetrenjača iz 18.stoljeća, još jedan spomenik poljodjelskog naselja, koji je u prošlosti bio perivojem loze i masline.

## Stanovništvo
| broj stanovnika | 204   | 271   | 296   | 366   | 450   | 391   |       | 317   | 247   | 236   | 188   | 138   | 84    | 103   | 96    | 89    | 63    |
|                 | 1857. | 1869. | 1880. | 1890. | 1900. | 1910. | 1921. | 1931. | 1948. | 1953. | 1961. | 1971. | 1981. | 1991. | 2001. | 2011. | 2021. |

## O Dračevici
je građena skladno po intuitivnoj shemi prostornog planiranja. Zrakasto se granaju široki putovi od prostranoga mjesnog trga, na kojemu je u sredini            studenac. Trg je ovjenčan visokim jednokatnicama i dvokatnicama oko kojih su zidom optočeni žrvnjevi (toći), kojima se mljelo masline.             
Gotovo svaka kuća ima svoj studenac, ne računajući pritom mnoge nadsvođene gustirne po vinogradima i poljima.Toliki broj zdenaca nema nijedno drugo mjesto na otoku. 
Dračevica se bijelim skladno razmještenim kućama predstavlja kao jato grlica koje drijemaju u dahu popodnevnog sunčanog sjaja na blagom proplanku. Sama i ostavljena kao da produžuje san za sebe. Jedna prisna otočka osamljenost mira i relaksacije. Otužnost draga, topla, mediteranska. Dračevica je nastala kasno, i to od poljičkih pribjeglica koji su odlukom mletačke uprave 31.12.1574. naselili Brač. 
Prvotno prebivalište je bilo nekoliko kilometara zapadnije u Nerzinama gdje se do danas vide ostatci kuća koje su se gradile „u mrtvo“. U 17.stoljeću preselili su se Dračevljani na današnje mjesto blizu starih voda do plodnih polja, koje su već Rimljani u svojim gospodarstvima (villae rusticae) obrađivali i ostavili tragove svojim obitavanjima u bogatim nalazima rimskog novca, sarkofaga i cisterni, blaga i spomenika. Rimljani su intuitivnim izborom izabrali najplodnije otočko tlo, što su suvremeni pedolozi potvrdili svojim istraživanjem. Izuzetna marljivost kojom su Dračevljani krčili zemlju i trijebili kamenje da podignu vinograde i zasade maslinike učinila je Dračevicu u 18. i 19. stoljeću izrazito naprednim mjestom, kad su, umjesto malih potleušica u kamenim dvorima, krcatim ambijetalno – težačkog rada, podizali jednokatnice. Krajem 19.stoljeća za pojave filoksere, koja je uništila vinograde, započelo je naglo siromašnje naselja s praznim bačvama u konobama i kamenicama bez ulja. Tada započinje raseljavanje u Sjevernu i Južnu Ameriku, u Australiju i Novi Zeland. Danas ih je onamo mnogo, mnogo više nego u starom zavičaju. Umjesto današnjih stotinjak stanovnika živjelo je onda oko 450 žitelja (1925.).
Ako vas put nanese u ovo pitoresko mjestašće, razgledajte ovo malo selo sazdano od kamena, pogotovo njegovu „pjacu“ optočenu kamenim dvorima i kućama te gustirnu  nakapaidno  u sredini kao spomenik donedavno žednom otoku. U zadružnom dvorištu zastanite kraj starog tijeska za masline koji svjedoči o davnoj tradiciji maslinarstva u Dračevici. U nekim dvorištima naći ćete, uz stare napuštene krušne peći torkulare za masline, ostatke kamenitih rimskih spomenika, kostirne izdubljene u živcu kamena, stare žrnjeve kojima se mljeo kruh, napuštene ambijentalne potleušice u kojima se živjelo i nakon Drugog svjetskog rata.

## Poznate osobe
- Petar Šimunović, hrvatski akademik

## Znamenitosti
- Crkva sv. Kuzme i Damjana, zaštićeno kulturno dobro

## Najčešća prezimena
- Šimunović
- Žuvić
- Zorančić
- Jakšić

## Vanjske poveznice
https://www.brac-online.com.hr/2018/09/cile-pjesma-dracevica-arturo-corte.html  Arhivirana inačica izvorne stranice od 21. listopada 2018. (Wayback Machine)